# Tour Nova
La tour Nova est un gratte-ciel de bureaux situé au nord du quartier d'affaires de La Défense, en France, précisément boulevard National à La Garenne-Colombes, sur le territoire de l'EPADESA.

## Historique
La construction de la tour s'est étalée de 1970 à 1973. Son ancien nom est tour Charlebourg-Défense. Elle a dans un premier temps été occupée par Peugeot, qui a conservé son ancien siège et actuellement centre de recherche (Direction des Projets et des Métiers techniques Organes, Direction Recherche et Innovation Automobiles et Direction Mécanique et Bruts) sur le même boulevard.
De 2007 à 2010, la tour a subi des travaux de rénovation. Les travaux de finition se sont étalés jusqu'à la mi 2012.
Le siège de Total Énergie Gaz (Tegaz, filiale de Total) s'installe dans la tour en 2013.
Le siège d'Easyteam s'installe dans la tour en 2015

## Situation géographique
La tour est construite le long de la RN 192, à l'extrémité de laquelle se trouvent le CNIT et la Tour GDF SUEZ. Elle se situe près de la place de Belgique, desservie par le transilien L, une dizaine de lignes de bus RATP dont la ligne 73 au départ du musée d'Orsay et par le tramway T2.
Face à la tour, de l'autre côté du boulevard, un immeuble de bureaux de Norman Foster est en construction en 2012, ainsi qu'un nouvel ensemble commercial au niveau de la station Charlebourg du tramway.

## Accès
La tour est accessible par différents modes de transports lourds et légers, notamment la ligne L du Transilien sur la liaison Saint-Lazare - Nanterre-Université et le tramway T2 qui lie la Porte de Versailles (Parc des Expositions de Paris) au Pont de Bezons.